# نيكول كولي
نيكول كولي (بالإنجليزية: Nicole Cooley)‏ هي كاتِبة وشاعرة أمريكية، ولدت في 1 أكتوبر 1966.